# Symphyotrichum longulum
Symphyotrichum longulum là một loài thực vật có hoa trong họ Cúc. Loài này được (E.Sheld.) G.L.Nesom miêu tả khoa học đầu tiên.